# Spring Hill (Minnesota)
Spring Hill es una ciudad ubicada en el condado de Stearns en el estado estadounidense de Minnesota. En el Censo de 2010 tenía una población de 85 habitantes y una densidad poblacional de 45,33 personas por km².

## Geografía
Spring Hill se encuentra ubicada en las coordenadas 45°31′24″N 94°49′54″O / 45.52333, -94.83167. Según la Oficina del Censo de los Estados Unidos, Spring Hill tiene una superficie total de 1.88 km², de la cual 1.88 km² corresponden a tierra firme y (0%) 0 km² es agua.

## Demografía
Según el censo de 2010, había 85 personas residiendo en Spring Hill. La densidad de población era de 45,33 hab./km². De los 85 habitantes, Spring Hill estaba compuesto por el 100% blancos, el 0% eran afroamericanos, el 0% eran amerindios, el 0% eran asiáticos, el 0% eran isleños del Pacífico, el 0% eran de otras razas y el 0% pertenecían a dos o más razas. Del total de la población el 0% eran hispanos o latinos de cualquier raza.